# Marcel Sieberg
Marcel Sieberg (Castrop-Rauxel, 30 aprile 1982) è un ex ciclista su strada tedesco, professionista dal 2005 al 2021.

## Carriera
Tra gli juniors fu settimo ai campionati del mondo 2000. Da dilettante vinse invece alcune tappe al Tour de Berlin: due nel 2001, una nel 2002 e una nel 2003, e una tappa al Tour of South China Sea nel 2004.
Passò professionista nel 2005 nel Team Lamonta, imponendosi alla Profronde van Drenthe. Nel 2006 passò al Team Wiesenhof e si impose al Grote Prijs Jef Scherens. Nel 2007 corse per il Team Milram, ottenendo un secondo posto alla Kuurne-Bruxelles-Kuurne. Nel 2008 passò alla High Road, ottenendo, nei tre anni passati nella formazione, un secondo posto alla Profronde van Friesland nel 2008 ed un terzo posto al Trofeo Calvià nel 2009.
Dal 2011 al 2018 corse per il team Omega Pharma/Lotto, gareggiando ogni anno al Tour de France. Nel 2012 partecipò ai Giochi olimpici di Londra. Nel 2016 si classificò settimo alla Parigi-Roubaix. Fu poi attivo con il team Bahrain dal 2019 al 2021, prima del ritiro dall'attività.

## Palmarès
- 2000 (juniors)

Classifica generale Giro di Basilicata
Campionati tedeschi, prova in linea juniors
- 2001 (Élite 2)

1ª tappa Tour de Berlin (Berlino)
4ª tappa Tour de Berlin (Rudow)
- 2002 (Élite 2)

5ª tappa Tour de Berlin (Berlino)
- 2003 (Élite 2)

3ª tappa Tour de Berlin (Rudow)
- 2004 (Élite 2)

3ª tappa Tour of South China Sea (Hong Kong)
- 2005 (Team Lamonta, una vittoria)

Profronde van Drenthe
- 2006 (Team Wiesenhof-Akud, una vittoria)

Grote Prijs Jef Scherens

### Altri successi
- 2003

Criterium di Dortmund-Wellinghofen
- 2006

Criterium di Stadtlohn
2ª tappa Lemke-Nienburg
- 2007

Criterium di Steinhagen

## Piazzamenti

### Grandi Giri
- Giro d'Italia

2010: ritirato (19ª tappa)
- Tour de France

2007: 120º
2011: 140º
2012: 132º
2013: ritirato (19ª tappa)
2014: 145º
2015: 150º
2016: 169º
2017: non partito (17ª tappa)
2018: ritirato (12ª tappa)
- Vuelta a España

2009: 122º

### Classiche monumento
- Milano-Sanremo

2011: 110º
2012: 104º
2013: 91º
2014: 92º
2015: 116º
2016: 166º
2017: 165º
2018: 119º
2019: 116º
- Giro delle Fiandre

2007: ritirato
2008: 69º
2009: 49º
2010: 23º
2011: 77º
2012: 67º
2013: ritirato
2015: 62º
2016: 43º
2017: ritirato
2018: 58º
2019: 63º
- Parigi-Roubaix

2007: 40º
2008: ritirato
2009: 20º
2010: ritirato
2011: 57º
2012: ritirato
2013: 24º
2014: ritirato
2015: 36º
2016: 7º
2017: 24º
2018: 39º
2019: ritirato
2021: ritirato

### Competizioni mondiali
- Campionati del mondo

Plouay 2000 - In linea Juniors: 7º
Zolder 2002 - In linea Under-23: 52º
Salisburgo 2006 - In linea Elite: ritirato
Mendrisio 2009 - In linea Elite: ritirato
Melbourne 2010 - In linea Elite: 58º
Copenaghen 2011 - In linea Elite: 96º
Richmond 2015 - In linea Elite: 106º
- Giochi olimpici

Londra 2012 - In linea: 102º